# The Black Pirate
The Black Pirate é um filme mudo do gênero aventura produzido nos Estados Unidos e lançado em 1926.